# Silene dawoensis
Silene dawoensis là loài thực vật có hoa thuộc họ Cẩm chướng. Loài này được Limpr. miêu tả khoa học đầu tiên năm 1922.